# قائمة المناورات العسكرية السعودية
هذه قائمة المناورات العسكرية السعودية التي أجرتها القوات المسلحة السعودية، والتي تهدف لإبقاء الجاهزية العالية للقوات العسكرية، ولاكتساب الخبرات الجديدة مع الدول المشاركة.

## القائمة

### مناورات شاملة
| اسم المناورة          | الدول المشاركة | مناورات سابقة                                                       | دولة الإنعقاد | م     |
| --------------------- | --- | ------------------------------------------------------------------- | ------------- | ----- |
| مناورات الرميح        | السعودية | - مناورة الرميح 1: 12 يوليو 2011 - مناورة الرميح 2 : 10 ديسمبر 2012 | السعودية      | [ 1 ] |
| مناورات الأسد المتأهب | السعودية الأردن جمهورية التشيك كندا فرنسا المملكة المتحدة إيطاليا باكستان قطر بولندا مصر لبنان الإمارات العربية المتحدة اليمن تركيا                             | - مناورة الأسد المتأهب 2013: 9-21 يونيو 2013                        | الأردن        | [ 2 ] |
| مناورات تبوك          | السعودية مصر |                                                                     | السعودية      |       |
| مناورات رعد الشمال    | السعودية مصر السنغال موريشيوس باكستان تشاد جزر القمر ماليزيا جيبوتي موريتانيا تونس المغرب قطر عُمان السودان الكويت البحرين الأردن تركيا الإمارات العربية المتحدة | - مناورات رعد الشمال: فبراير - مارس 2016                            | السعودية      | [ 3 ] |
| مناورات سيف السلام    | السعودية | - سيف السلام 7: مايو 2008 - سيف السلام 8: مايو 2012                 | السعودية      | [ 4 ] |
| مناورات سيف عبد الله  | السعودية |                                                                     | السعودية      | [ 5 ] |

### مناورات برّية
| اسم المناورة                        | الدول المشاركة            | مناورات سابقة | دولة الإنعقاد | م             |
| ----------------------------------- | ------------------------- | --- | ------------- | ------------- |
| مناورات التمساح الأحمر              | السعودية المملكة المتحدة  | - مناورة التمساح الأحمر 3: 30 سبتمبر 2013                                                                                           | السعودية      | [ 6 ]         |
| مناورات الريك                       | السعودية فرنسا            | - مناورة الريك 1: 18 نوفمبر 2013 | السعودية      | [ 7 ]         |
| مناورات الصمصام                     | السعودية باكستان          | - مناورة الصمصام 4: سبتمبر 2011 | السعودية      | [ 8 ]         |
| مناورات الصداقة (السعودية - أمريكا) | السعودية الولايات المتحدة | - مناورة الصداقة 3: أفريل 2014 | السعودية      | [ 9 ]         |
| مناورات القائد المُتّحمّس              | السعودية الولايات المتحدة | - مناورة القائد المتحمس 2012: 26 أبريل 2012 - مناورة القائد المتحمس 2013: 25 أبريل 2013 - مناورة القائد المتحمس 2019: 20 يوليو 2019 | السعودية      | [ 10 ] [ 11 ] |
| مناورات جبل                         | السعودية عُمان             | | السعودية      | [ 12 ]        |
| مناورات جند الإسلام                 | السعودية                  | - مناورة جند الإسلام 1: 15 مارس 2012                                                                                                | السعودية      | [ 13 ]        |
| مناورات صقر الصحراء                 | السعودية الولايات المتحدة | - مناورة صقر الصحراء 2013: فبراير 2013                                                                                              | السعودية      | [ 14 ]        |
| مناورات ولاء وفداء                  | السعودية                  | - مناورة ولاء وفداء 2: ديسمبر 2011 - مناورة ولاء وفداء 4: ديسمبر 2013                                                               | السعودية      | [ 15 ]        |
| مناورات ذئب الصحراء                 | السعودية تركيا            | - مناورة ذئب الصحراء 2017: 2017 | السعودية      | [ 16 ]        |

### مناورات جوّية
| اسم المناورة          | الدول المشاركة                                                        | مناورات سابقة | دولة الإنعقاد    | م             |
| --------------------- | --------------------------------------------------------------------- | --- | ---------------- | ------------- |
| مناورات الدرع الأخضر  | السعودية فرنسا                                                        | - مناورة الدرع الأخضر 1: 2017 - مناورة الدرع الأخضر 2: 28 سبتمبر 2009 - مناورة الدرع الأخضر 4: 03 إبريل 2014                                | السعودية فرنسا   | [ 17 ] [ 18 ] |
| مناورات الربط الأساسي | السعودية الولايات المتحدة البحرين الكويت الإمارات العربية المتحدة مصر | | البحرين          | [ 19 ]        |
| مناورات العلم الأحمر  | السعودية الولايات المتحدة                                             | - العلم الأحمر 2014: مارس 2014 - العلم الأحمر 2012: فبراير 2012                                                                             | الولايات المتحدة | [ 20 ] [ 21 ] |
| مناورات العلم الأخضر  | السعودية المملكة المتحدة الولايات المتحدة                             | - العلم الأخضر 2014: 19 فبراير 2014 - العلم الأخضر 2013 : 9 سبتمبر 2013 - العلم الأخضر 2012 : فبراير 2012 - العلم الأخضر 2010 : سبتمبر 2010 |                  | [ 22 ]        |
| مناورات صقور السلام   | السعودية تركيا باكستان                                                | - صقور السلام 1: مايو 2013 | السعودية         | [ 23 ]        |
| مناورات فيصل          | السعودية مصر                                                          | - مناورة فيصل 10: 22 يونيو 2013 | السعودية         | [ 24 ]        |
| مناورات نسر الأناضول  | السعودية تركيا الإمارات العربية المتحدة الأردن الولايات المتحدة       | |                  |               |

### مناورات بحرية
| اسم المناورة           | الدول المشاركة                           | مناورات سابقة                                                                                         | دولة الإنعقاد                                   | م      |
| ---------------------- | ---------------------------------------- | --- | ----------------------------------------------- | ------ |
| مناورات الاتحاد البحري | السعودية الولايات المتحدة                | - مناورة الاتحاد البحري -12: مارس 2012                                                                | السعودية                                        | [ 25 ] |
| مناورات الفلك          | السعودية السودان                         | | السعودية السودان (المياه البحرية بالبحر الأحمر) | [ 26 ] |
| مناورات درع الخليج     | السعودية مصر دول الخليج                  | - مناورة درع الخليج 1:                                                                                | السعودية                                        | [ 27 ] |
| مناورات مرجان          | السعودية مصر                             | - مناورة مرجان 12: 16 ديسمبر 2010 - مناورة مرجان 13: 10 سبتمبر 2012 - مناورة مرجان 14: 21 نوفمبر 2013 | السعودية                                        | [ 28 ] |
| مناورات الموج الأحمر   | السعودية مصر الأردن السودان اليمن جيبوتي | - مناورة الموج الأحمر 1: يناير 2019                                                                   | السعودية                                        | [ 29 ] |
| مناورات نسيم البحر     | السعودية باكستان                         | | السعودية                                        | [ 30 ] |